# Pajottenland
 (mai 2018).
Si vous disposez d'ouvrages ou d'articles de référence ou si vous connaissez des sites web de qualité traitant du thème abordé ici, merci de compléter l'article en donnant les références utiles à sa vérifiabilité et en les liant à la section « Notes et références ».

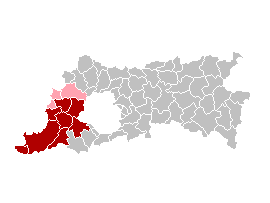
En rouge, les communes du Pajottenland, en rose celles qui selon les sources en font partie.

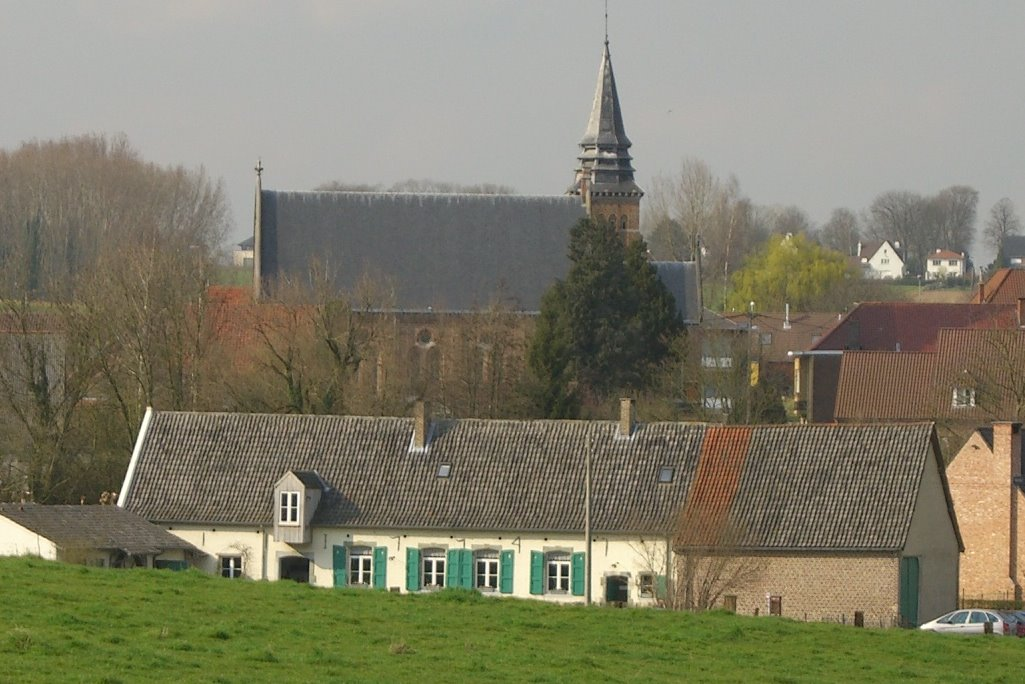
Moulin à eau Pede-Sainte-Gertrude.

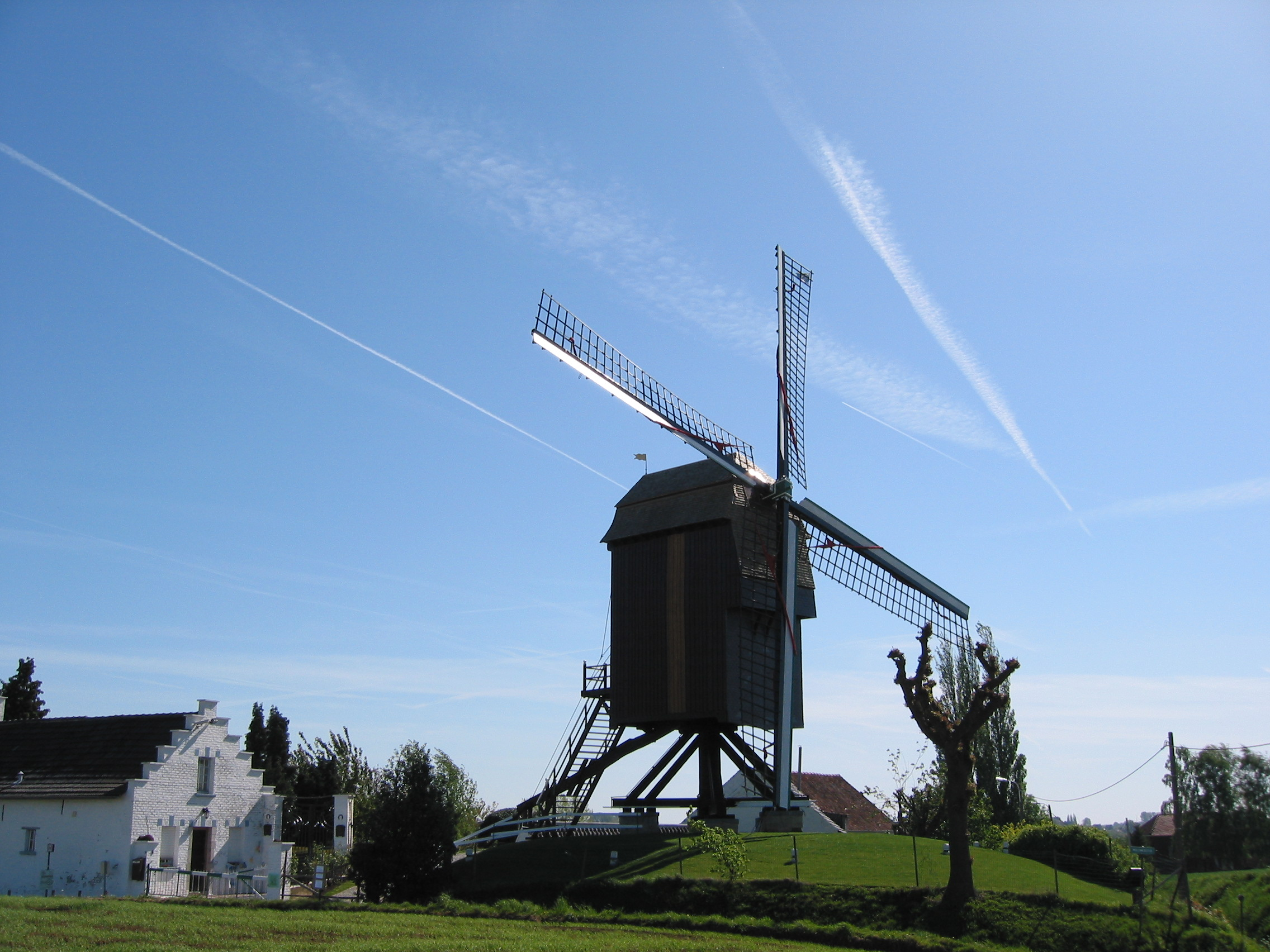
Moulin à Vent Lombeek-Notre-Dame.

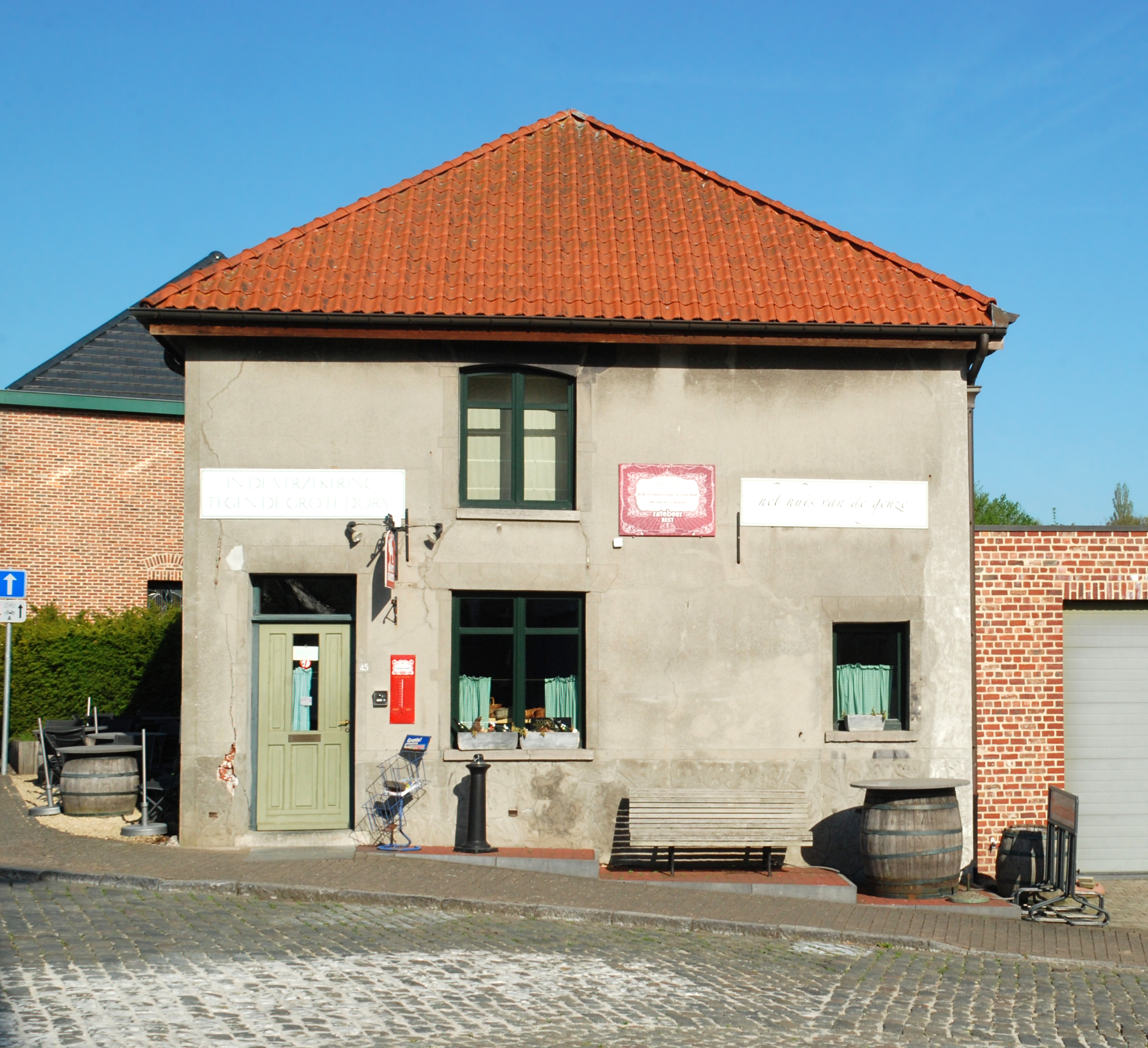
La façade du café In de Verzekering tegen de Grote Dorst, élu en 2015, 2018 et 2019 meilleure destination au monde pour boire une bière par les utilisateurs du site web RateBeer.

Le Pajottenland ou le Payottenland (« pays des paillotes » ou « des camarades ») en Brabant flamand est une région au sud-ouest de Bruxelles (la capitale de Belgique et de la Flandre). C'est une région agricole très fertile et vallonnée, entre les rivières Senne et Dendre, qui jouxte la commune d'Anderlecht (seule la partie ouest (Neerpede) de cette commune bruxelloise fait partie du Pajottenland) et la vallée de la Senne (région se situant au sud de Bruxelles, entre la Région wallonne et la Région de Bruxelles-Capitale). Elle fait partie de la ceinture verte de Bruxelles.

## Toponymie
Le Pajottenland ou le Payottenland voudrait dire « pays des paillotes » selon l'interprétation la plus courante. En effet, il portait ce nom-là à cause de la paille qui au XIXe siècle recouvrait les toits de la région. Selon Alphonse.G.G. Wauters, archiviste de la ville de Bruxelles, le nom Payottenland serait « Le Pays des camerades ou pays ». Quel que soit l'origine du nom celui-ci est un sobriquet d'origine universitaire,.
Il est souvent appelé la Toscane du Nord,, à la différence que le houblon et la bière, et plus particulièrement le lambic et la gueuze, y remplacent la vigne et le vin.

## Territoire
Le territoire de la région est celui de l'ancienne seigneurie de Gaesbeek et des villages environnants. Il est délimité par la Dendre, la Senne, le chemin de fer de Hal à Grammont (par Enghien) et par la ligne qui va de Bruxelles à Termonde. Les communes se trouvant dans cette région sont Affligem, Asse, Biévène, Dilbeek,  Gammerages,  Gooik, Hérinnes,  Leeuw-Saint-Pierre, Lennik, Liedekerke, Pepingen, Roosdaal et Ternat.

## Paysage
Le Payottenland est une région agricole fertile. Le paysage vallonné caractéristique se refléte dans la dénomination des collines avec des noms tels que Suikerenberg (Mont de sucre), Congoberg (Mont du Congo), IJsberg (Mont de Glace), Zwijnenberg  (Mont des cochons) et même Putberg (Mont du puits). Le point culminant de la région se situe à 112 m à Castre.
Le paysage se prête aussi bien aux moulins à eau qu'aux moulins à vent. Les meuniers Orinx étaient des meuniers notoires actifs pendant plusieurs siècles dans le Payottenland.

## Patrimoine
- In de Verzekering tegen de Grote Dorst : café élu en 2015, 2018 et 2019 comme meilleure destination au monde pour boire une bière.